# Tomahawk

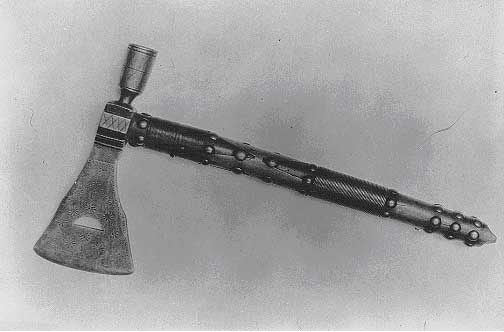
Ein Pfeifentomahawk aus dem frühen 19. Jahrhundert

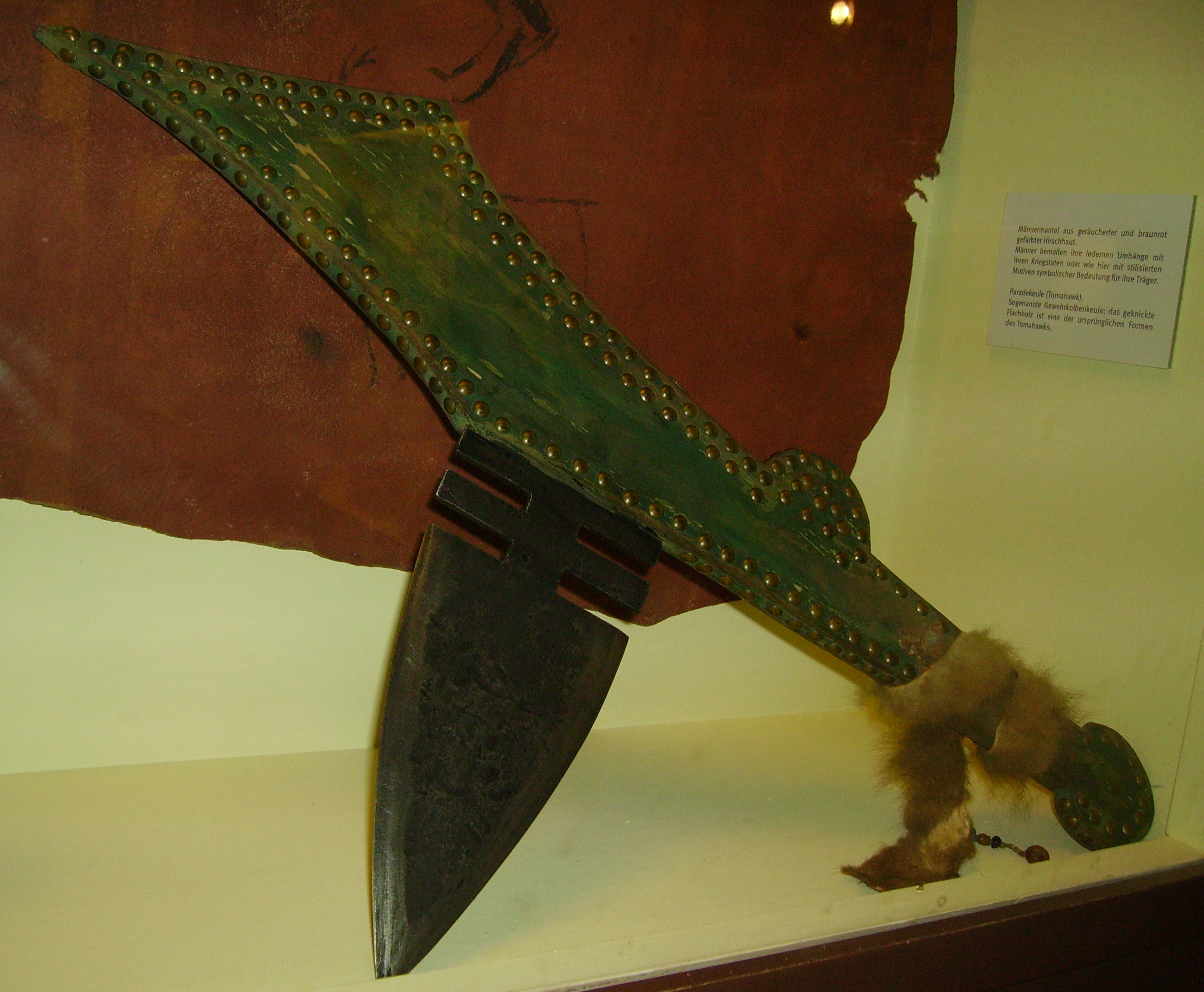
Gewehrschaft-Keule, eine Form des Tomahawks, die im östlichen Waldland benutzt wurde.
Karl-May-Museum in Radebeul

Der Tomahawk ist eine Streitaxt verschiedener indianischer Stämme. Er wurde aber auch von den europäischen Einwanderern in Neuengland als Waffe und Werkzeug genutzt.

## Beschreibung
Traditionell hat der Tomahawk einen kurzen (25 bis 50 cm langen), geraden, hölzernen Schaft (meist aus Hickory), ähnlich einem Beil. Der Kopf bestand ursprünglich aus Stein oder vulkanischem Glas (Obsidian), später wurde er aus Eisen und gelegentlich Messing gefertigt, und war eine Handelsware von Engländern und Franzosen, die zumeist aus Europa importiert wurde.

## Namensherkunft
Der Name Tomahawk wurde im 17. Jahrhundert aus der zu den Algonkin-Sprachen gehörenden, heute ausgestorbenen Powhatan-Sprache (tamahaac, „Axt“, „Kriegsbeil“) ins Englische übernommen. Dieses wird aus angenommenem Ur-Algonkin *temah- „mit einem Werkzeug abschneiden“ hergeleitet. Wortgleichungen in anderen Sprachen sind unter anderem Unami (Süd-Delawarisch) təmahikan, Malecite-Passamaquoddy tomhikon und Abenaki demahigan.

## Entwicklungsgeschichte

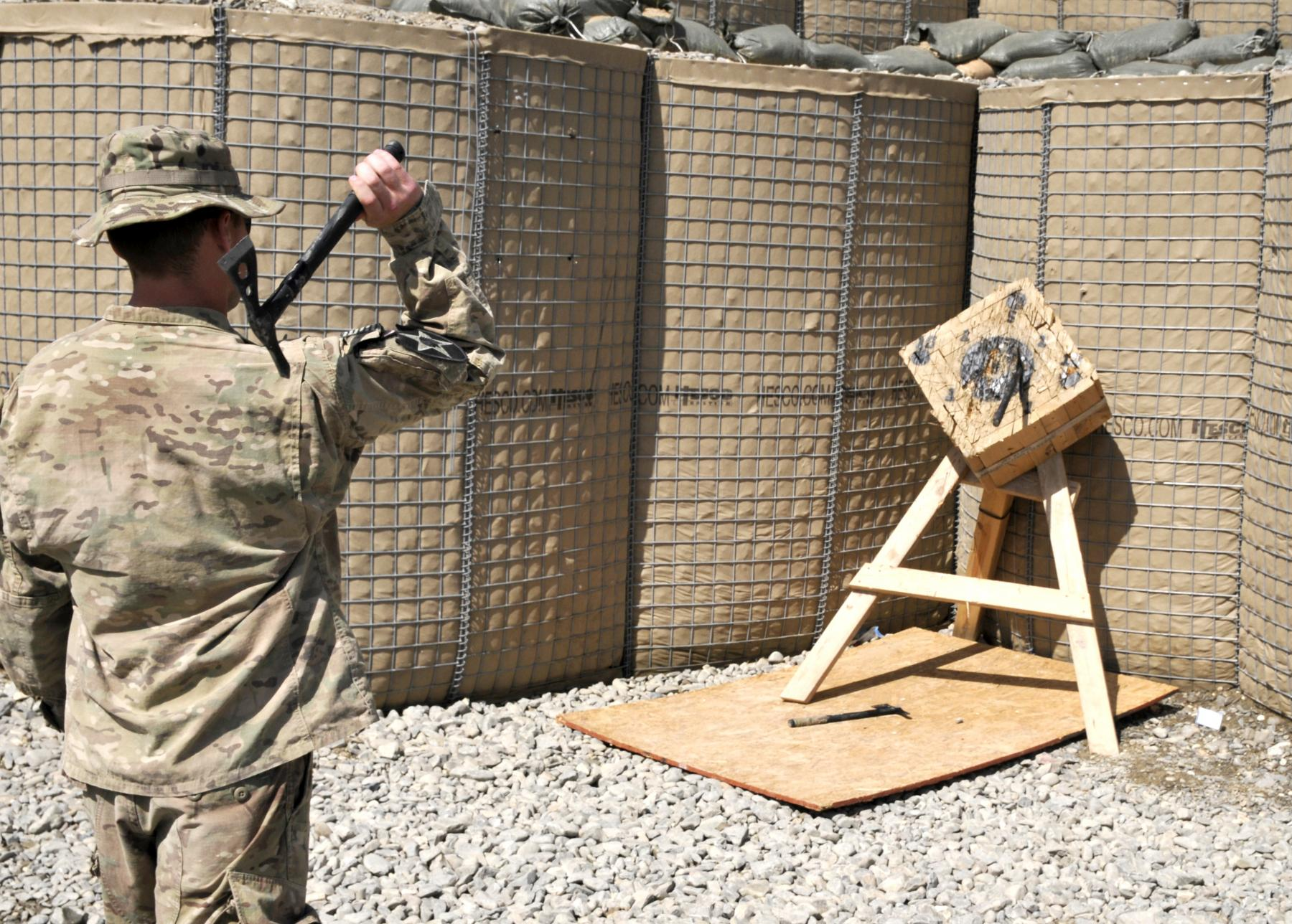
US-Soldat mit einem Tomahawk in Afghanistan

Ursprünglich war der Tomahawk eine Wurfkeule. Später entwickelte sich der Tomahawk zu einem Allzweck-Werkzeug. Trotzdem wird er oft noch irrtümlich als reine Handwaffe zum Wurf oder Schlag angesehen. Dabei war er neben dem Kleinholzmachen auch sonst vielseitig verwendbar: mit Hammerrückseite als wichtiges Werkzeug, mit Dorn als beidseitig tödlich wirkende Waffe. Eine Ausführung mit Pfeifenkopf wurde als importierte Handelsware aus England vertrieben. Häufig diente er als Geschenk.
Soldaten der US-Armee führten den Tomahawk, als selbstbeschaffte Blankwaffe, sowohl im Vietnam- als auch im Irakkrieg als vielseitiges Werkzeug und Nahkampfwaffe.

## Kriegsbeil
Zum einen wird mit dem Kriegsbeil die Streitaxt der Indianer bezeichnet, vermutlich der Tomahawk. Zum anderen ist das Kriegsbeil als Symbol des Krieges zu verstehen. In der Verwendung „das Kriegsbeil ausgraben“ meinte man den Krieg beginnen. „Das Kriegsbeil begraben“ bedeutete entsprechend den Krieg beenden.

## Varianten und ähnliche indianische Waffen
Unter indianischen Stämmen waren diverse Schlagwaffen wie der Tomahawk verbreitet. In Aussehen und Beschaffenheit wichen diese jedoch teilweise stark voneinander ab. Eine Variante des Tomahawks ist die Gewehrschaft-Keule. Die Kugelkopfkeule, eine indianische Schlagwaffe, gilt wegen des fehlenden Axtblatts nicht als Tomahawkvariante.